# Lobelia laurentioides
Lobelia laurentioides är en klockväxtart som beskrevs av Rudolf Schlechter. Lobelia laurentioides ingår i släktet lobelior, och familjen klockväxter. Inga underarter finns listade i Catalogue of Life.